# 国鉄ED17形電気機関車
ED17形は、日本国有鉄道（国鉄）並びにその前身となる鉄道省が、1930年（昭和5年）から1950年（昭和25年）にかけて、旅客用電気機関車等の改造により製作した直流用電気機関車である。

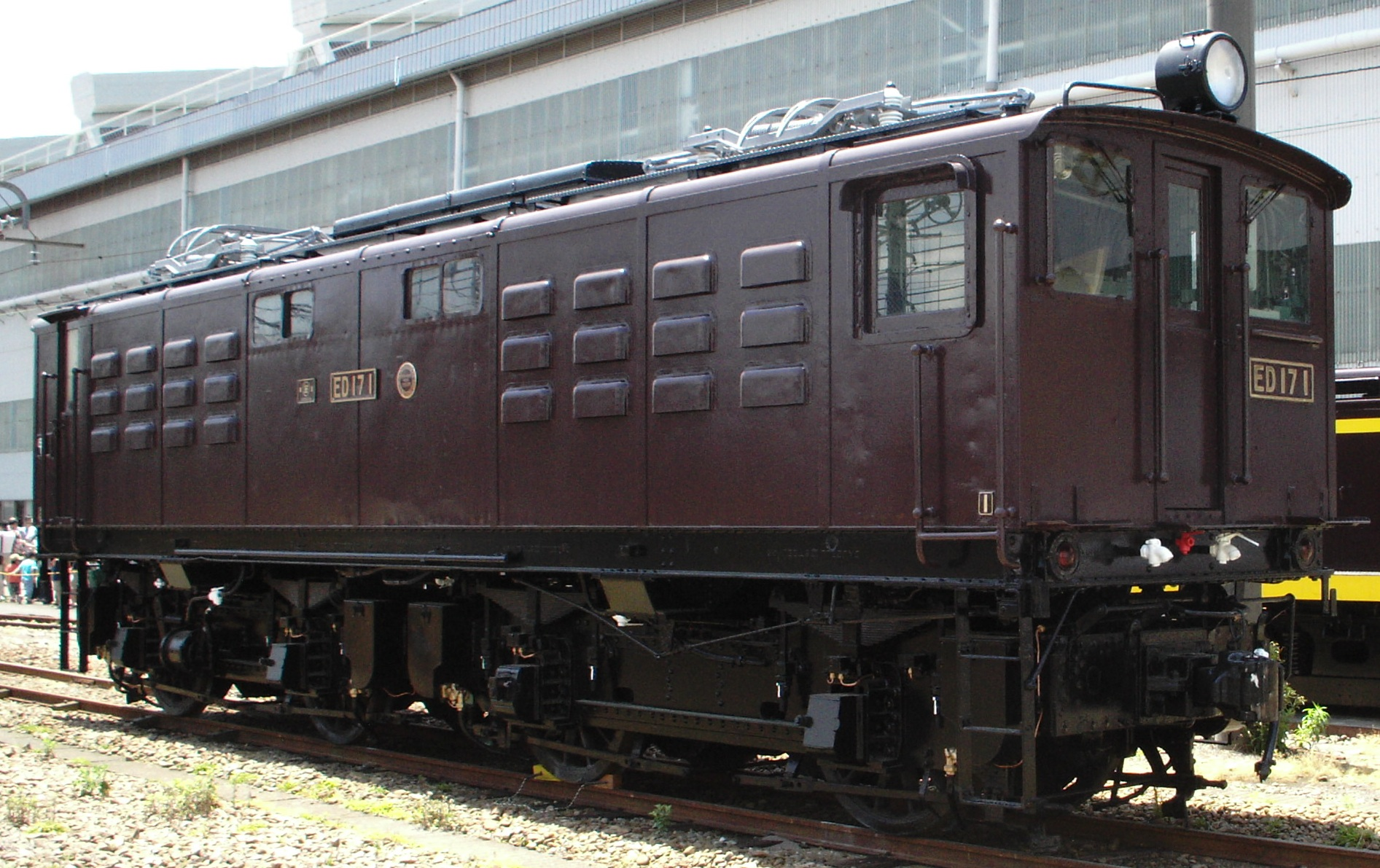
ED17 1

本項では、本形式の改造種車となったED13形、ED50形、ED51形及びED52形についても記述する。

## ED17形

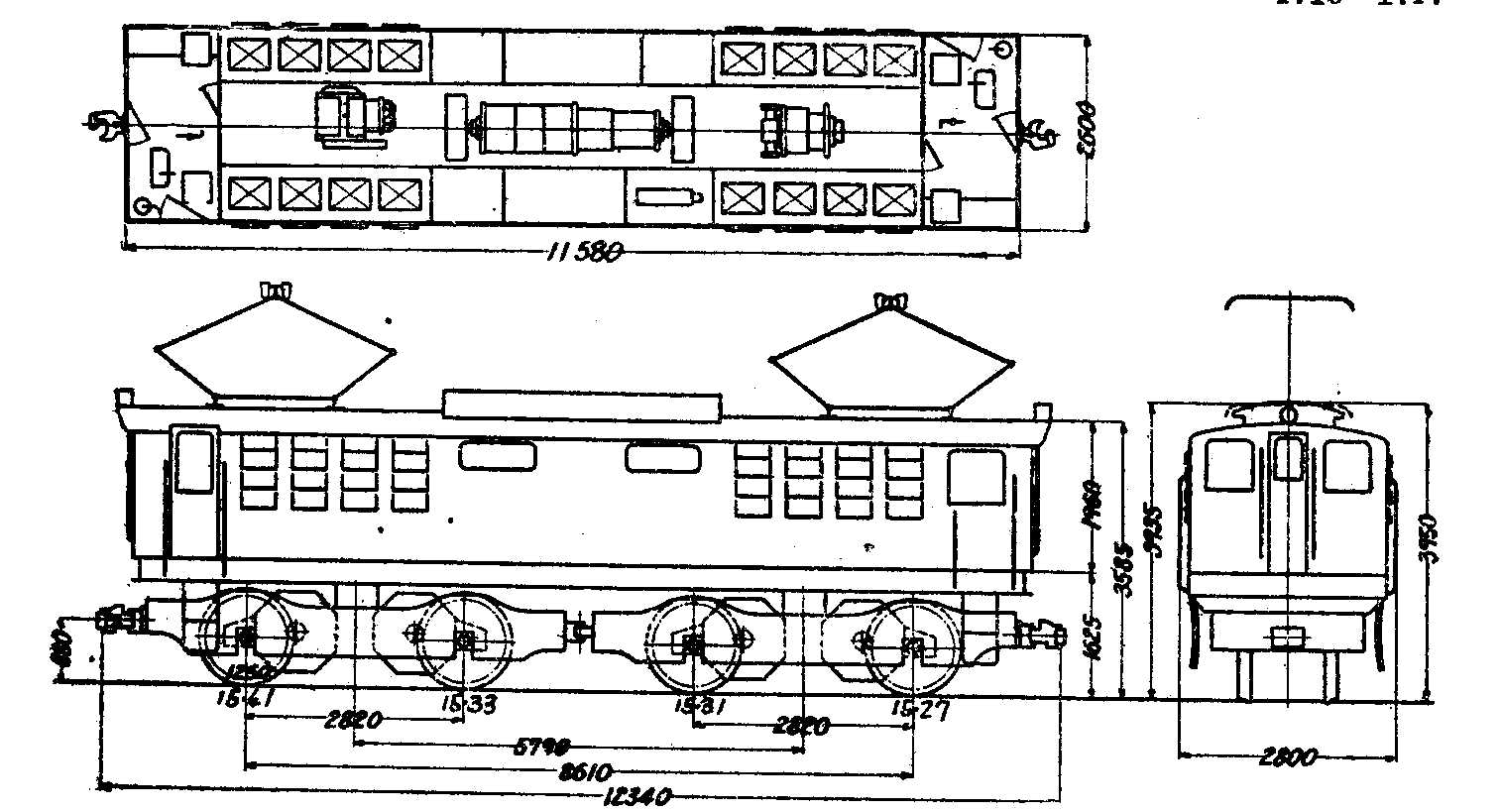
形式図（旧ED50形）

### 概要
本形式の改造種車となったのは、1923年（大正12年）から1925年（大正14年）にかけてイギリスから輸入された電気機関車群である。いずれもイングリッシュ・エレクトリック社（English Electric & Co.,/英国電気）で製造されたもので、具体的には先に挙げた4形式28両のうちの27両である。これらの英国電気製電気機関車は、同社のディック・カー(Dick Kerr)工場で製造されたことから、「ディッカー」あるいは「デッカー」と呼ばれた。側面の大きな通風口など、その無骨な外観から鉄道ファンによって「クロコダイル（ワニ）」という愛称でも親しまれている。ED17形への改造は、3次にわたって実施された。
英国電気が製造した本グループは、国有鉄道が導入した輸入電気機関車の最多数を占めていたが、故障の多発に悩まされた。特に「デッカー・システム」として知られる、電動カム軸式多段制御器をはじめとする電装品は、製造当時の段階では最新鋭の、言い換えれば使用実績の少ない未成熟なシステムであったため、その実用化には問題が大きかったようである。これらの不具合は、検修陣の努力により徐々に克服されていったが、太平洋戦争後に主幹制御器や電動機などの主要機器のほとんどは国産機器に交換され、面目を一新、1970年代まで使用された。
最初に本形に改造されたのはED50形17両で、1930年から翌年にかけて電動機から動輪に動力を伝える歯車の歯数比を増大して、勾配の多い中央本線（新宿 - 甲府間）の電化開業用に転用したものである。この改造によりED50形は全車が本形式に編入され、ED17 1 - 17（番号はED50形時代を踏襲）となった。次いで1931年から1935年（昭和10年）にかけて、ED52形4両（3 - 6）が同様の改造を受け、ED18形（初代。ED18 3 - 6）となっている。
次にED17形が増加するのは、太平洋戦争中の1943年（昭和18年）から1944年（昭和19年）にかけてである。軍需輸送の増加で貨物用電気機関車の増備が必要となったことに伴うもので、ED52形2両、ED51形3両が改造を受け、ED52形（1・2）がED17 22・23に、ED51形（1 - 3）がED17 24 - 26となっている。
この間、23号機と25号機が、戦災により1946年（昭和21年）1月に廃車となっている。
3次分となるのは、1949年（昭和24年）から1950年にかけて装備改造により編入したもので、ED18形（初代）3両、ED13形2両で、ED18 4 - 6がED17 19 - 21に、ED13 1・2がED17 27・28となっている。
また、1954年（昭和29年）及び1955年（昭和30年）には、本形式が入線困難な支線区で使用するため、軸重軽減を目的として2軸台車をDD10形と同様に中間遊軸付きで軸配置A1Aのものへ新製交換する工事が実施され、該当車はED18形（2代）に改められている（ED17 17・16 → ED18 1・2）。

### 主要諸元
（ED50形改造機の諸元を示す）
- 全長：12,340mm
- 全幅：2,800mm
- 全高：3,965mm
- 重量：59.80t
- 電気方式：直流1,500V（架空電車線方式）
- 軸配置：B+B
- 主電動機：MT6A形（端子電圧675V時定格出力210kW、定格回転数550rpm）×4基
- 1時間定格出力：840kW
- 1時間定格引張力：10,000kg
- 動力伝達装置：1段歯車減速、吊り掛け式
- 歯車比：18:78＝1:4.33
- 制御方式：非重連、抵抗制御・直並列2段組合せ・弱め界磁
- 制御装置：複式電動カム軸接触器式
- ブレーキ方式：EL14A空気ブレーキ、手用ブレーキ

### 経歴
本形式は、誕生のきっかけとなった中央東線では、勾配線区であることから客貨両用として使用された。その後、F級電気機関車の投入により、支線に転じ、仙山線のほか身延線や飯田線といった買収電化線区で貨物列車牽引用に使用された。
最後に残ったのは飯田線の4両（12・14・15・20）で、これらは豊橋機関区に配置され、1972年（昭和47年）6月まで使用された。

### 保存
トップナンバーの1号機は、1970年の廃車後、地元の要望などにより山梨県甲府市の舞鶴城趾公園に静態保存されたが、1997年（平成9年）に大宮工場（現在の大宮総合車両センター）に移され外観の整備がなされた。同機は、2007年（平成19年）10月14日、さいたま市大宮区に開館した鉄道博物館で保存展示されている。

## ED13形

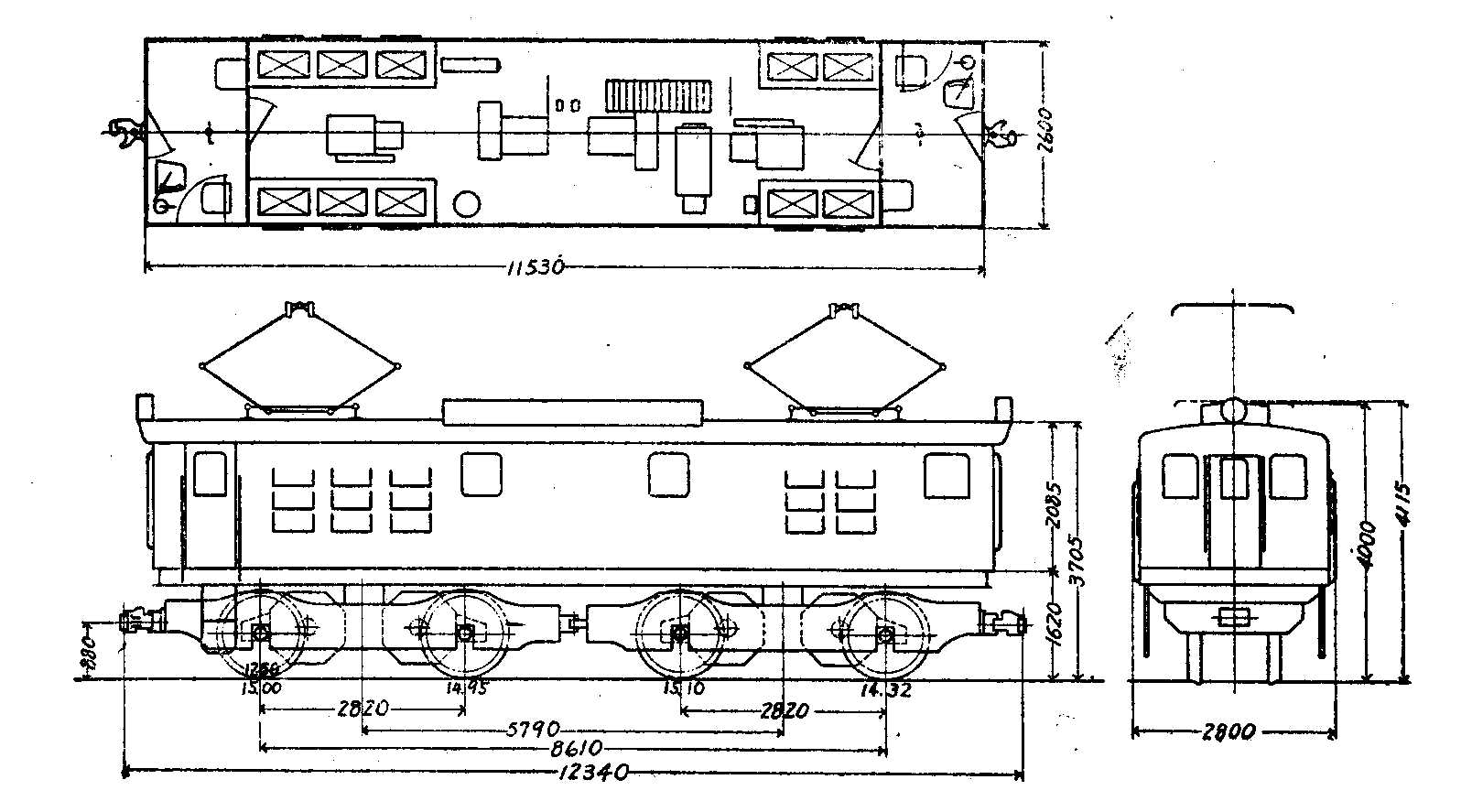
形式図（旧ED13形）

### 概要
ED13形は、東海道本線電化に際して、輸入された貨物列車牽引用の電気機関車で、1924年（大正13年）に2両が製造された。電気部分は英国電気製であるが、機械部分を製造したのは他の「デッカー」と異なり、パケット・アンド・サンズ社(Packett & Sons, Atlas Works)製で、屋根の丸みがやや強く、機械室に明り取り窓が設けられていない（2号機は後に取り付け）、前照灯が前面庇の下に設置されているなど、ノース・ブリティッシュ・ロコモティブ社製の他形式とは、若干趣が異なっている。
製造当初は、1030形（1030・1031）と称したが、1928年（昭和3年）の車両形式称号規程改正により、ED13形（ED13 1・2）に改められた。
箱型車体の前後の屋根上にパンタグラフを2基設けていたが、軸重が15t超と同時期に輸入された電気機関車中最大であったため、重量軽減のためパンタグラフ1基を撤去していた時期がある。しかし、さしたる重量低減にならなかったことと、集電性能が著しく低下したため、間もなく元に戻された。また、電気機器に不具合が多かったのも、他の英国電気製電気機関車と同様で、高速遮断器取付などの改善が続けられた。
太平洋戦争後の1949年には、電気機器を国産の標準品に交換する改造（装備改造）が行われ、ED17形（ED17 27・28）に編入されて形式消滅した。
ED13形であった時代は、伊東線では旅客列車を、中央本線では貨物列車を牽引したが、ED17形に改造後は、作並機関区に転属してED14形とともに仙山線で使用された。その後、仙山線の全線交流化により、1968年（昭和43年）9月に廃車解体された。

### 主要諸元
- 全長：12,340mm
- 全幅：2,800mm
- 全高：4,065mm
- 重量：60.40t
- 電気方式：直流1,500V（架空電車線方式。製造時は直流600V/1,200Vの複電圧仕様）
- 軸配置：B+B
- 主電動機：MT6A形（端子電圧675V時定格出力210kW、定格回転数550rpm）×4基
- 1時間定格出力：840kW
- 1時間定格引張力：10,000kg
- 動力伝達装置：1段歯車減速、吊り掛け式
- 歯車比：18:78＝1:4.33
- 制御方式：非重連、抵抗制御、2段組合せ
- 制御装置：複式電動カム軸接触器式
- ブレーキ方式：EL14A空気ブレーキ、手ブレーキ

## ED50形

### 概要
ED50形は、東海道本線・横須賀線電化に際して、輸入された旅客列車牽引用の電気機関車で、1923年（大正12年）に17両が製造された。電気部分は英国電気製であるが、機械関係はノース・ブリティッシュ社の手によるものである。
製造当初は、1040形（1040 - 1056）と称したが、1928年（昭和3年）の車両形式称号規程改正により、ED50形（ED50 1 - 17）に改められた。
1930年の横須賀線電車化により、中央本線に転用され、歯車比を増大してED17形に形式を変更された。この改造は、1931年9月までに全車に対して施行され、形式消滅した。番号は旧番を踏襲してED17 1 - 17となっている。前述のように、このグループから、2両（ED17 16・17）が1954年及び1955年にED18形（2代）に改造されている。このうちの2号機（旧ED50 16）は、1992年（平成4年）に動態復元され、2005年（平成17年）まで飯田線で「トロッコファミリー号」の牽引に使用された。

### 主要諸元
- 全長：12,340mm
- 全幅：2,800mm
- 全高：3,935mm
- 重量：58.32t
- 電気方式：直流1,500V（架空電車線方式。製造時は直流600V/1,200Vの複電圧仕様）
- 軸配置：B+B
- 1時間定格出力：840kW
- 1時間定格引張力：6,800kg
- 動力伝達装置：1段歯車減速、吊り掛け式
- 歯車比：24:72＝1:2.96
- 制御方式：非重連、抵抗制御、2段組合せ、弱め界磁制御
- 制御装置：複式電動カム軸接触器式
- ブレーキ方式：EL14A空気ブレーキ、手ブレーキ

## ED52形

### 概要
ED52形は、東海道本線・横須賀線電化に際して、輸入された旅客列車牽引用の電気機関車で、1923年に6両が製造された。電気部分は英国電気製であるが、機械関係はノース・ブリティッシュ社製である。
製造当初は、6000形（6003 - 6008）と称したが、1928年の車両形式称号規程改正により、ED52形（ED521 - 6）に改められた。
本形式は当初9両が発注されたが、6000 - 6002の3両は横浜港で陸揚げ中に関東大震災に遭遇し、海に転落し水没、イギリスに送り返されて再度製作され、全く異なった形態の機関車として納入された（後のED51形）。
外観はED50形とほとんど変わらないが、歯車比をやや小さくして高速側に振るとともに内部機器の配置が異なっており、別形式となった。
1925年（大正14年）12月13日から横須賀線で6006による運用が開始。運用初日は事故を恐れて次位に蒸気機関車を連結、さらに最終列車で使用される念の入れようとなった。同月19日からは東海道線でも使用され始めた。使用開始にあたりオリジナルの抵抗器に問題が生じたため、順次日立製作所、芝浦製作所等が製造した抵抗器に換装された。このため全車が運用され始めたのは、翌1926年（大正15年）となった。
当初は東海道本線や横須賀線で使用。1927年（昭和2年）10月20日には、電気機関車として初めてお召し列車を牽引している。1932年（昭和7年）から3 - 6号機の4両が歯車比を変更して中央本線に転属、ED18形（初代。ED18 3 - 6）となった。
残る1・2号機は、引き続き東海道本線で使用されたが、1943年に歯車比を貨物列車牽引用に変更して、ED17形（ED17 22・23）となった。このうちのED17 23は、戦災により1946年（昭和21年）に廃車となっている。
ED18 4 - 6は、1950年に装備改造によってED17形（ED17 19 - 21）に編入された。残る3号機は、1953年に軸重軽減のため、走軸を付加した新製台車に交換され、ED18形（2代。形式番号不変）となっている（この3号機は装備改造を既に終えていた）。

### 主要諸元
- 全長：12,340mm
- 全幅：2,800mm
- 全高：3,935mm
- 重量：57.97t
- 電気方式：直流1,500V（架空電車線方式。製造時は直流600V/1,200Vの複電圧仕様）
- 軸配置：B+B
- 主電動機：MT6形（端子電圧675V時定格出力210kW、定格回転数550rpm）×4基
- 1時間定格出力：840kW
- 1時間定格引張力：5,200kg
- 動力伝達装置：1段歯車減速、吊り掛け式
- 歯車比：27:69＝1:2.56
- 制御方式：非重連、抵抗制御、2段組合せ、弱め界磁制御
- 制御装置：複式電動カム軸接触器式
- ブレーキ方式：EL14A空気ブレーキ、手ブレーキ

## ED51形

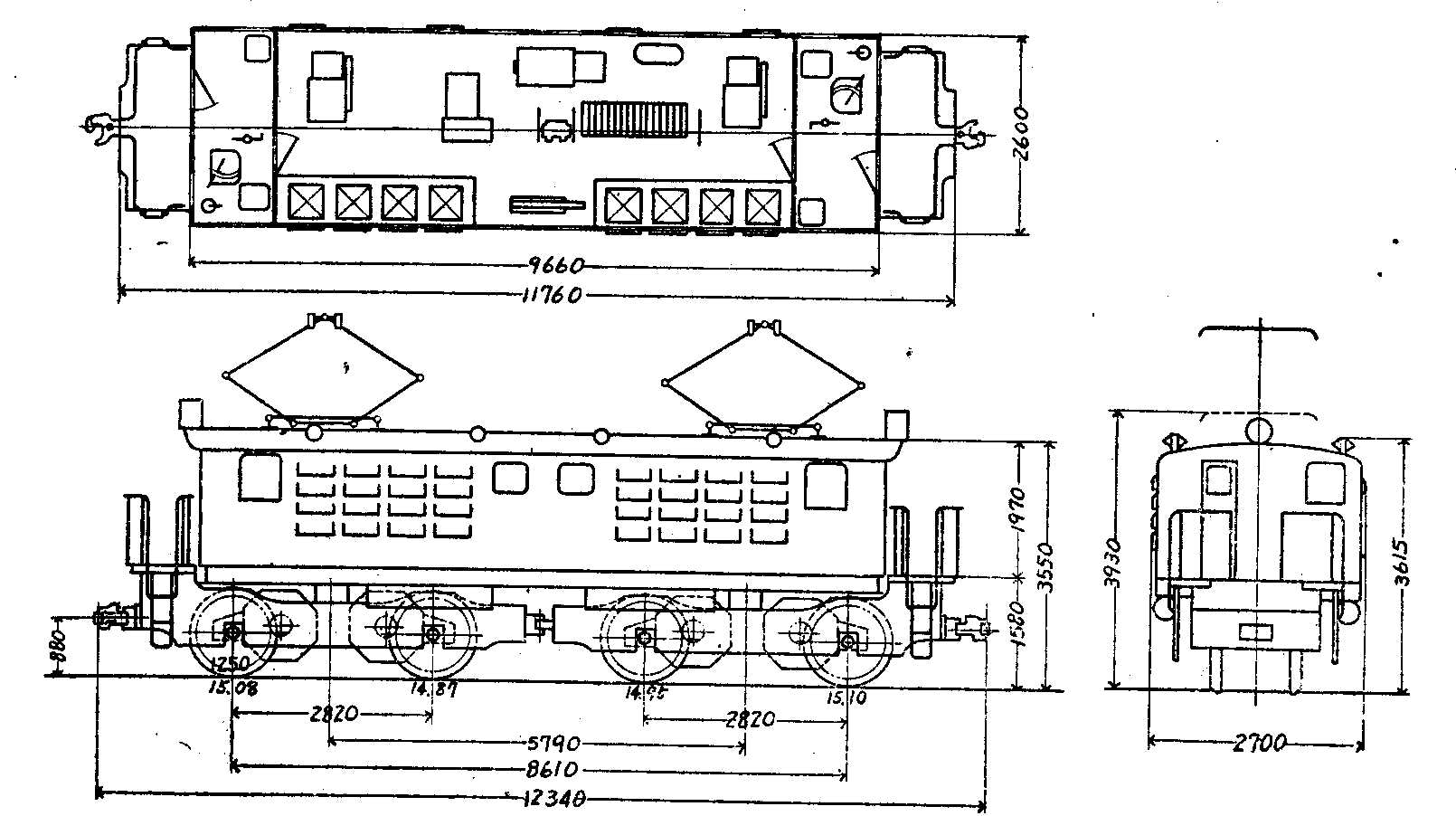
形式図（旧ED51形）

### 概要
ED51形は、東海道本線・横須賀線電化に際して英国電気に発注された6000形電気機関車のうちの3両で、関東大震災で被災して水没し、1925年（大正14年）に英国電気で再製作されたものである。そのため、後にED52形となった機関車よりも後に製造されたにもかかわらず、若い番号（6000 - 6002）が付されている。
ED13形、ED50形、ED52形と同様に「デッカー」の一族であるが、外観は大きく異なっている。主な相違点は次のとおりである。
- 車体の前後にデッキが設けられている。
- 前面の扉が助士席側に寄せられており、左右非対称である。
- 内部の機器配置が左右非対称で、主抵抗器が山側（1 - 3位側[5]）に集中して配置されたため、側面の通風器が山側に多く配置されており、車体の左右で形態が大きく異なる。

そのため、6003 - 6008（→ED52形）の「旧6000形」に対して、6000 - 6002は「新6000形」と通称された。同系の形態を持つ「デッカー」としては、青梅鉄道1形（後の国鉄ED36形→西武鉄道E41形）、東武鉄道ED10形（後の近江鉄道ED4000形）、伊勢電気鉄道511形（後の近畿日本鉄道デ11形）、秩父鉄道デキ1形6-7といったところがあげられる。
また、1927年（昭和2年）10月20日には、6001・6002が日本で運用された電気機関車としては初めてお召し列車牽引の栄誉に浴している。トラブル防止の観点からお召列車には必ず重連で運用された。初期の頃は信頼性が低く評判の悪かった英国電気製電気機関車であるが、この頃には性能も安定し、信頼を得るようになっていた。
「新6000形」は、1928年（昭和3年）の車両形式称号規程改正の際には、「旧6000形」と大きく形態が異なることから、別形式のED51形（ED51 1 - 3）に改められた。
その後、1938年（昭和13年）から、中央本線への転用のため、歯車比を増大する改造を受けてED17形（ED17 24 - 26）に改められた。この間に、ED17 25（旧ED51 2）が戦災により廃車となっている。
残った2両は太平洋戦争後は国府津機関区に移り、横須賀線で貨物列車の牽引や入換作業に従事したのち、1970年（昭和45年）12月に廃車となっている。

### 主要諸元
- 全長：12,340mm
- 全幅：2,700mm
- 全高：3,935mm
- 重量：56.60t
- 電気方式：直流1,500V（架空電車線方式）
- 軸配置：B+B
- 主電動機：MT6形（端子電圧675V時定格出力210kW、定格回転数550rpm）×4基
- 1時間定格出力：840kW
- 1時間定格引張力：5,200kg
- 1時間定格速度：58.0km/h
- 最高運転速度：85km/h
- 動力伝達装置：1段歯車減速、吊り掛け式
- 歯車比：27:69＝1:2.56
- 制御方式：非重連、抵抗制御、2段組合せ、弱め界磁制御
- 制御装置：複式電動カム軸接触器式
- ブレーキ方式：EL14A空気ブレーキ、手ブレーキ

## 配置表
| 年度   | 1931年    | 1933年         | 1935年         | 1937年         | 1939年         | 1941年         | 1943年         | 1947年     | 1949年     | 1951年 | 1953年 | 1955年 | 1957年 | 1959年 | 1961年 | 1963年 | 1965年 | 1967年 |
| ------ | --------- | -------------- | -------------- | -------------- | -------------- | -------------- | -------------- | ---------- | ---------- | ------ | ------ | ------ | ------ | ------ | ------ | ------ | ------ | ------ |
| 東京   | 51-3 52-4 |                |                |                |                |                |                |            |            |        |        |        |        |        |        |        |        |        |
| 新鶴見 | 50-3 13-1 |                |                |                |                |                |                |            |            |        |        |        |        |        |        |        |        |        |
| 国府津 | 13-1      | 13-2           | 13-2           | 13-2           |                |                |                |            |            |        | 17-2   | 17-1   | 17-1   |        |        | 17-1   |        |        |
| 甲府   | 17-13     | 17-17          | 17-17          | 17-17          | 17-16          | 17-17          | 17-17          | 17-17 18-3 | 17-17 18-3 | 17-19  | 17-12  | 17-15  | 17-17  | 17-11  | 17-9   | 17-9   | 17-9   | 17-10  |
| 八王子 |           | 51-3 52-5 18-1 | 51-3 52-2 18-4 | 51-3 52-2 18-4 | 51-3 52-2 18-4 | 51-3 52-2 18-4 | 51-3 52-2 18-4 | 17-2       | 17-1 13-2  | 17-5   | 17-9   | 17-5   | 17-4   | 17-4   | 17-3   | 17-3   | 17-3   |        |
| 伊東   |           |                |                |                | 13-2           | 13-2           | 13-2           | 17-1       | 17-2       |        |        |        |        |        |        |        |        |        |
| 久里浜 |           |                |                |                |                |                |                |            |            | 17-1   | 17-2   | 17-2   | 17-1   |        | 17-2   | 17-2   | 17-2   | 17-2   |
| 浜松   |           |                |                |                |                |                |                |            |            |        |        |        |        | 17-1   | 17-1   | 17-1   | 17-1   |        |
| 豊橋   |           |                |                |                |                |                |                |            |            |        |        |        |        | 17-5   | 17-5   | 17-5   | 17-5   | 17-6   |
| 仙台   |           |                |                |                |                |                |                |            |            |        |        |        |        | 17-2   | 17-2   | 17-2   | 17-3   | 17-5   |

- 形式番号（EDは略）と両数
- 「国鉄動力車配置表』1931年より1967年までの1945年を除く隔年分から『世界の鉄道』1969年、朝日新聞社
- 不明分がある